# CHaser
CHaser（チェイサー）はプログラミングコンテストで用いられる対戦ゲーム型の競技種目の一つ。

## 概要
高校生を対象としたプログラミングコンテストで用いられる対戦ゲーム型の競技種目の一つ。
全国情報技術教育研究会が開発・運営を行い、同研究会主催の全国高校生プログラミングコンテストにおいて使用されている。
主催者により対戦プラットフォームが提供され、選手はそのプラットフォーム上でゲームを自動で進めるプログラムを作成し、対戦することで得点を競う。
なお、1文字目と2文字目は大文字で表記する。

## 基本ルール
ルームと呼ばれる碁盤目状のゲームフィールドに1選手につき1つの駒が現れる。
同時ログイン数は1-8アカウント
駒の形状はログイン順にアルファベットのC、H、a、s、e、r、O、nをモチーフにしたものとなる。
各選手は自分の駒に対して、各ユーザーが準備命令、動作命令、終了命令の３種類の命令を送信し、これを１ターンとする。
ログイン順に各選手が１ターンずつ命令を送信しながら、ゲームが進行する。
命令の種類は、フィールド上の移動や、少し離れた位置のフィールドの探査、隣接区画にブロックを置くなどがある。
各ルームによって最大ターン数が決まっており、最大ターン数に達するとゲーム終了
得点方法は、相手の駒の上にブロックを置く、フィールド上に点在する得点アイテムを集めることの２通り。

### ルール変更
ほぼ毎年、ルール変更が行われている。
過去のルール変更により、準備命令と動作命令のバリエーションが年々増えていく傾向にある。

### 第１世代
全国情報技術教育研究会のホームページの記載によると、2008年からの運用が確認できる。
2008年当初は、1台のコンピュータの中（ローカル環境）で、サーバプログラム（対戦プラットフォーム）、クライアントプログラム（選手作成）を動作させ対戦を行っていた。

### 第２世代
2014年になるとCHaserOnlineとなり、サーバとクライアントがフィジカルに切り離され、ネットワーク上での対戦が可能となった。
CHaserOnlineでは、予選がインターネットを介して行われ、決勝大会は参集してLAN上で行われている。

### 旭川版
派生バージョンとして、命令やルールを簡素化したCHaser旭川版が存在する。
高校1年生までのより若年層を対象としたU-16旭川プログラミングコンテストのプラットフォームとして、同大会の実行員会により開発が行われた。
旭川版では、対戦は2名に限定。命令数も16種類となっている。
2011年9月に第1回大会が開催され、その後、北海道内に広がり、現在では全国の17拠点（2021年現在）でU-16プログラミングコンテスト（地域によってはU-15）が開催されている。
各地区の優勝者は翌年１月に東京都で開催されるITジュニア育成交流協会よりBCN ITジュニア賞表彰式での表彰対象となっている。